# Armstrong-Gletscher
Der Armstrong-Gletscher ist ein Gletscher an der Rymill-Küste des Palmerlands auf der Antarktischen Halbinsel. Er fließt von der Südseite des Mount Bagshawe in westlicher Richtung zum George-VI-Sund. Er stellt die einzig sichere Route für motorisierte Fahrzeuge vom George-VI-Sund auf das Eisplateau des Palmerlands dar.
Das UK Antarctic Place-Names Committee benannte den Gletscher nach Edward Barry Armstrong (* 1937), Geodät des British Antarctic Survey auf der Stonington-Insel zwischen 1964 und 1965.